# Erik Ulfsparre af Broxvik (död 1712)
Erik Ulfsparre af Broxvik, född i Västra Hargs församling, Östergötlands län, död 16 mars 1712 i Linköpings församling, Östergötlands län, var en svensk militär.

## Biografi
Erik Ulfsparre af Broxvik föddes på Spellingetomta i Västra Hargs församling. Han var son till kammarherren Claes Ulfsparre af Broxvik och Anna Augusta Leijonsköld. Ulfsparre blev 13 mars 1699 sergeant vid Östgöta infanteriregemente och 23 mars 1700 fänrik vid guvernörsregementet i Wismar. Han blev 31 augusti 1700 löjtnant vid Östgöta infanteriregemente, 26 juni 1703 sekundkapten, 1706 premiärkapten och tog avsked 16 mars 1707. Ulfsparre blev 8 november 1709 major vid Östgöta infanteriregemente, 4 februari 1710 överstelöjtnant vid Upplands regemente och tog avsked 26 april 1711. Han avled 1712 i Linköpings församling och begravdes 20 mars samma år.

### Familj
Ulfsparre var gift med grevinnan Hedvig Christina Spens (1690–1758), dotter till presidenten greve Jakob Spens och friherrinnan Beata Bonde samt omgift med lagmannen Daniel Sparrsköld.